# Élections générales irlandaises de 2007
Les élections législatives irlandaises de 2007 ont eu lieu le 24 mai 2007 après la dissolution du 29e Dáil par la présidente Mary McAleese le 29 avril 2007, à la demande du Taoiseach Bertie Ahern. Les membres élus du 30e Dáil se sont réunis le 14 juin pour élire un Taoiseach et ratifier les ministres du gouvernement du 30e Dáil.
Tandis que le Fine Gael a gagné 20 sièges, le Fianna Fáil reste le parti le plus important. L'élection est considérée comme un succès pour le Fianna Fáil. Pourtant, leurs alliés, les démocrates progressistes, perdent six de leurs sièges.

## Contexte
Les élections législatives ont eu lieu dans les 43 circonscriptions à travers l'Irlande pour 165 des 166 sièges du Dáil Éireann (le Ceann Comhairle est automatiquement réélu).

## Date
Le 29 avril 2007, la présidente Mary McAleese dissout le 29e Dáil à la demande du Taoiseach, Bertie Ahern. La date officielle de l'élection avait été prévu pour le 24 mai 2007; le 30e Dáil sera convoqué le 14 juin 2007 pour la nomination du Taoiseach et le reste du gouvernement sera approuvé par le président. La campagne officielle commença aussitôt que l'annonce eut été faite.

## Mode de scrutin
Les élections générales irlandaises se tiennent suivant un scrutin proportionnel plurinominal avec scrutin à vote unique transférable. Elles ont lieu dans 43 circonscriptions électorales et concernent 165 des 166 sièges. En effet, le Ceann Comhairle, qui préside le Dáil Éireann, est automatiquement réélu, conformément à l'article 16, alinéa 6, de la Constitution.

## Résultats
|                        |                                               |                 |                 |                 |        |               |  |  |  |  |  |  |  |  |
| Parti                  | Parti                                         | Voix            | %               | +/-             | Sièges | +/-           |  |  |  |  |  |  |  |  |
|                        | Fianna Fáil                                   | 858 565         | 41,56           | 0,08            | 77     | 4             |  |  |  |  |  |  |  |  |
|                        | Fine Gael                                     | 564 428         | 27,32           | 4,84            | 51     | 20            |  |  |  |  |  |  |  |  |
|                        | Parti travailliste                            | 209 175         | 10,13           | 0,64            | 20     | en stagnation |  |  |  |  |  |  |  |  |
|                        | Sinn Féin                                     | 143 410         | 6,94            | 0,43            | 4      | 1             |  |  |  |  |  |  |  |  |
|                        | Parti vert                                    | 96 936          | 4,69            | 0,84            | 6      | en stagnation |  |  |  |  |  |  |  |  |
|                        | Démocrates progressistes                      | 56 396          | 2,73            | 1,23            | 2      | 6             |  |  |  |  |  |  |  |  |
|                        | Parti socialiste                              | 13 218          | 0,64            | 0,16            | 0      | en stagnation |  |  |  |  |  |  |  |  |
|                        | Le Peuple avant le profit                     | 9 333           | 0,45            | Nv.             | 0      | en stagnation |  |  |  |  |  |  |  |  |
|                        | Parti des travailleurs d'Irlande              | 3 026           | 0,15            | 0,07            | 0      | en stagnation |  |  |  |  |  |  |  |  |
|                        | Parti de la solidarité chrétienne             | 1 705           | 0,08            | 0,17            | 0      | en stagnation |  |  |  |  |  |  |  |  |
|                        | Parti des droits et responsabilités des pères | 1 355           | 0,07            | Nv.             | 0      | en stagnation |  |  |  |  |  |  |  |  |
|                        | Plateforme de contrôle de l'immigration       | 1 329           | 0,06            | Nv.             | 0      | en stagnation |  |  |  |  |  |  |  |  |
|                        | Réseau socialiste irlandais                   | 505             | 0,02            | Nv.             | 0      | en stagnation |  |  |  |  |  |  |  |  |
|                        | Indépendants                                  | 106 429         | 5,15            | 4,34            | 5      | 8             |  |  |  |  |  |  |  |  |
|                        | Ceann Comhairle                               | Ceann Comhairle | Ceann Comhairle | Ceann Comhairle | 1      | –             |  |  |  |  |  |  |  |  |
|                        |                                               |                 |                 |                 |        |               |  |  |  |  |  |  |  |  |
| Suffrages exprimés     | Suffrages exprimés                            | 2 065 810       | 99,07           |                 |        |               |  |  |  |  |  |  |  |  |
| Votes blancs et nuls   | Votes blancs et nuls                          | 19 435          | 0,93            |                 |        |               |  |  |  |  |  |  |  |  |
| Total                  | Total                                         | 2 085 245       | 100             | –               | 166    | en stagnation |  |  |  |  |  |  |  |  |
| Abstention             | Abstention                                    | 1 025 669       | 32,97           |                 |        |               |  |  |  |  |  |  |  |  |
| Inscrits/Participation | Inscrits/Participation                        | 3 110 914       | 67,03           |                 |        |               |  |  |  |  |  |  |  |  |

Un gouvernement de coalition Fianna Fáil - Parti vert - Démocrates progressistes majoritaire est formé.
Le Ceann Comhairle est un membre du Fianna Fáil.